# Cattedrale di Notre-Dame (Bangui)
La cattedrale di Nostra Signora (in francese: Cathédrale Notre-Dame) è il principale luogo di culto cattolico della città di Bangui, chiesa madre dell'omonima arcidiocesi.
La cattedrale è costruita in mattoni rossi, materiale utilizzato comunemente durante il periodo coloniale francese, e dista 2 km dallo stadio della capitale.

## Attacco del maggio 2014
Il 28 maggio 2014, mentre ospitava migliaia di rifugiati, ha subito l'attacco di musulmani radicali che uccisero 15 persone e ne ferirono altre 30 circa. . Secondo padre Frédéric Nakombo, segretario generale della commissione episcopale per la giustizia e la pace, uomini armati lanciarono delle granate all'interno della chiesa, prima di aprire il fuoco sulla folla, uccidendo fra gli altri il sacerdote Paul Emile Nzalé, di 76 anni.

## L'apertura della porta santa
Durante la visita pastorale in Africa centrale, il 29 novembre 2015 papa Francesco ha aperto il portale della cattedrale di Bangui, divenuta prima porta santa del Giubileo straordinario della misericordia.